# Noyau pédonculopontin
 (avril 2015).
Sa qualité peut être largement améliorée en utilisant un vocabulaire plus directement compréhensible.

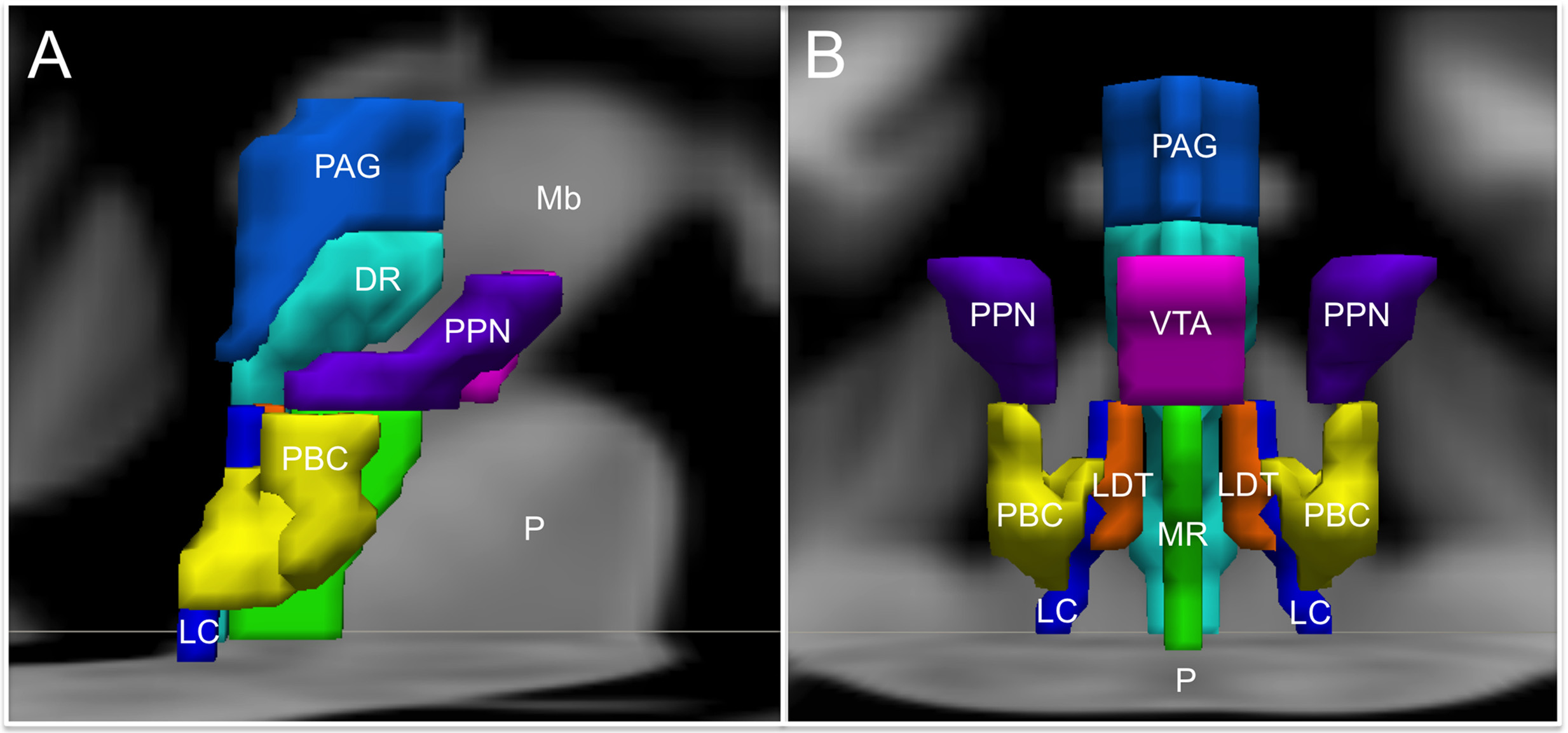
Noyaux du tronc cérébral impliqués dans les émotions humaines. Le noyau pédonculopontin est représenté par la zone bleue foncée, notée PPN.

Le noyau pédonculopontin est une structure du tronc cérébral; un noyau pair, allongé et situé dans la région ventro-latérale du tegmentum pontique.

## Description
Il s'étend rostralement de la région rétro-rubrale qui le sépare de la substance noire ventrale, et caudalement jusqu'au noyau parabrachial du pont. Il est bordé médialement par le pédoncule cérébelleux supérieur. Il se compose de deux régions : 
- la pars compacta ;
- la pars dissipatus.

Il est très étroitement associé au système striatal et renferme de nombreux neurones cholinergiques (groupe CH-5) mais aussi glutaminergiques et GABAergiques situés plus rostralement.
Les neurones cholinergiques se projettent principalement sur le thalamus (noyaux ventro-latéral, ventro-antérieur, centro-médian et parafasciculaire), les colliculi inférieurs et supérieurs, la substance noire et le noyau sous-thalamique, tandis-que les neurones non-cholinergiques reçoivent des afférences cortico-striatales. Les efférences se terminent aussi au niveau de la formation réticulée ponto-bulbaire (raphé magnus, noyaux oral et caudal du pont), le noyau fastigial et la moelle épinière.
Des afférences proviennent aussi des noyaux cérébelleux profonds (noyaux dentelés et interposés) et des cortex préfrontaux latéraux et moteurs via le faisceau corticotegmental. Sa stimulation provoque des mouvements de locomotion, des membres et des yeux.

## Rôle
Il contribue à :
- la locomotricité (initiation, arrêt et rythmicité) ;
- au tonus des muscles cervicaux ;
- à la nociception ;
- à la genèse du sommeil paradoxal et dans l'éveil (participant à formation réticulée ascendante activatrice).

Il serait incriminé dans certaines formes d'atteintes parkinsoniennes dopamino-résistantes.